# Steimel
Steimel település Németországban, Rajna-vidék-Pfalz tartományban. Lakosainak száma 1256 fő (2023. december 31.).

## Népesség
A település népességének változása:
| Lakosok száma | 704  | 1253 | 1250 | 1288 | 1304 | 1256 |
|               | 1975 | 2017 | 2019 | 2021 | 2022 | 2023 |